# Pearl Thompson
Pour les articles homonymes, voir Thompson.
Paul Stephen Thompson, dit Porl, puis Pearl, est un guitariste et un peintre britannique né le 8 novembre 1957 à Wimbledon dans la banlieue de Londres, connu surtout pour sa collaboration avec le groupe The Cure. Il a aussi joué avec Jimmy Page et Robert Plant sur l'album et le DVD No Quarter: Jimmy Page and Robert Plant Unledded en 1994 puis sur le DVD Live at Irvine Meadows en 2008. On le retrouve aussi avec Robert Plant sur son album Dreamland et sur le coffret Nine Lives.

## Biographie
Octobre 1976, Porl Thompson rejoint Robert Smith, Lol Tolhurst et Michael Dempsey  en remplacement de Mark Ceccagno dans Malice. C'est Lol qui fait sa connaissance dans un magasin de disques où il était vendeur. Il y assurera les parties guitares avec une certaine virtuosité jusqu'en avril 1978, et s'implique activement dans l'écriture de nouveaux morceaux avec Robert Smith. Son style très rock collant de moins en moins avec l'orientation musicale du groupe, il décide de quitter le groupe et de s'inscrire dans une école d'art quelques mois seulement avant le début des enregistrements du premier album de The Cure.

Porl Thompson ne reste jamais très éloigné de l'entourage de The Cure : il réalise quelques pochettes d'albums, participe à l'éphémère groupe Cult Hero créé par Robert Smith et se marie avec la sœur de ce dernier, Janet Smith.
En 1983, travaillant sur la pochette de l'album The Top, il se rend fréquemment au studio pour les enregistrements, il enregistre les parties de saxophone et sera sollicité pour la tournée qui suivra. C'est donc tout naturellement qu'il réintègre le groupe en assurant sur scène des parties guitare, saxophone, claviers. Il fait quelques apparitions télé pour la promotion du disque Blue Sunshine de The Glove sorti en 1983.

Porl Thompson fait partie du groupe à part entière et participe à l'enregistrement des albums : The Head on the Door, Kiss Me, Kiss Me, Kiss Me, Disintegration et Wish. Il est également présent sur les enregistrements en public Concert: The Cure Live, Entreat, Paris et Show ainsi que sur les vidéos The Cure In Orange, Picture Show.
Porl quitte le groupe en 1993 puis rejoint Jimmy Page et Robert Plant pour l'album No Quarter: Jimmy Page and Robert Plant Unledded en 1994 et la tournée qui suit en 1995. Il participe en 1998 à l'enregistrement de l'unique album du groupe Babacar fondé par l'ex batteur de The Cure Boris Williams, ainsi qu'à celui de Robert Plant, Dreamland, en 2002. Il monte également un nouveau groupe, Quietly Torn, avec lequel il joue sur scène, mais n'enregistre aucun disque.
Porl Thompson présente ses peintures (100% Sky) sur son site officiel.

En 2005, Robert Smith fait de nouveau appel à ses services pour la tournée des festivals 2005 en remplacement de Roger O'Donnell et Perry Bamonte. Il est présent sur le DVD issu de cette tournée, Festival 2005 ainsi que sur l'album 4:13 Dream sorti en 2008.
Ayant une fois encore quitté The Cure en 2009, il se consacre à de nouveaux projets artistiques désormais sous le nom de Pearl Thompson. Ces projets concernent notamment la peinture, ainsi que la musique avec la création d'un groupe: Swanson's Daughter.

## Discographie
- Chant :
- 1979 : Three Imaginary Boys - Album de The Cure avec Porl Thompson aux chœurs, mais non crédité.
- 1990 : Easy Cure 1st Demo (1977-1978) - Maxi single constitué de 4 chansons de Easy Cure, avec Porl Thompson aux chœurs : Meathook/Pillbox Tales/I Just Need Myself/I Want To Be Old Ces chansons ont été enregistrées en 1977-1978 mais le maxi single n'est sorti qu'en 1990.

- Guitariste : 
Cult Hero
- 1979 : I'm A Cult Hero/I Dig You - Single incluant Robert Smith & Porl Thompson aux guitares, Janet Smith, Matthieu Hartley & Michael Dempsey aux claviers, Simon Gallup à la basse, Cult Hero, John, Margaret, The Obtainers, Sandy aux chœurs, Frank Bell au chant. Produit par Mike Hedges.

The Cure
- 1984 : Excerpt - The Cure Live - A Forest (Live)/Primary (Live) - Single
- 1984 : Concert - The Cure Live
- 1984 : The Top
- 1984 : Concert (The Cure Live) And Curiosity (Cure Anomalies 1977 - 1984)
- 1985 : The Head On The Door
- 1985 : Live In Japan
- 1985 : No Cure No Pay - 2 CD Disque non officiel.
- 1986 : Boys Don't Cry (Resung & Club Mixed February 86)/Pillbox Tales - Single
- 1986 : Standing On A Beach - The Singles - Compilation
- 1987 : Kiss me, Kiss me, Kiss me
- 1987 : The Cure In Orange
- 1987 : Catch/Breathe - Single
- 1988 : Just Like Heaven (LP Version)/Catch (LP Version)/Hot Hot Hot!!! (LP Version)/Why Can't I Be You (Remix) - Maxi single
- 1989 : Disintegration - 3,ooo,ooo d'albums vendus. Réédité en CD en 2010 avec un CD Bonus de pièces rares et inédites réintitulé Entreat plus.
- 1989 : Lullaby/Babble - Single
- 1990 : The 1985 European Tour
- 1990 : The Cure : At Night (Live)/ Easy Cure : See The Children - Single Non officie3l
- 1990 : Rare 70s Recordings - Non officiel
- 1991 : Acoustic Daze
- 1991 : Torture - Disque pirate.
- 1991 : Hot Hot Hot - Album Double Non Officiel distribué en Italie exclusivement.
- 1991 : The Kissing Tour '87 - Disque Pirate Double CD.
- 1991 : Difficult To Cure - Non Officiel distribué en Italie exclusivement.
- 1992 : Wish
- 1992 :  And Dreams Come True In '92 - Disque pirate.
- 1992 : Europe 1990
- 1992 : London 1991 - Disque pirate distribution en Italie exclusivement.
- 1992 : Just Like Heaven - Disque pirate distribution en Italie exclusivement.
- 1993 : Show - Live non officiel.
- 1993 : Inbetween Days - Non officiel distribué au Luxembourg seulement.
- 1993 : Paris
- 1993 : From The Edge Of The Great Northwest - Disque pirate distribué en Italie exclusivement.
- 1993 : Dreaming - Disque pirate distribué au Luxembourg seulement.
- 1993 : Sweet Talking Guy - Disque pirate distribué en Italie exclusivement.

Jimmy Page & Robert Plant
- 1994 : No Quarter: Jimmy Page & Robert Plant Unledded - Album.
- 1995 : No Quarter: Jimmy Page & Robert Plant Unledded - DVD
- 2008 : Live at Irvine Meadows - DVD

Robert Plant
- 2002 : Dreamland
- 2006 : Nine Lives - Coffret 9 CD.